# Blitz Wolf
Blitz Wolf (en español "El lobo bombardero") es un cortometraje de propaganda animada estadounidense de 1942 producido y distribuido por Metro-Goldwyn-Mayer. Parodia de los Tres Cerditos contada a través de la perspectiva de la Segunda Guerra Mundial, el cortometraje fue dirigido por Tex Avery y producido por Fred Quimby. Fue nominado para el Premio de la Academia al Mejor Cortometraje: Dibujos animados, pero perdió ante Der Fuehrer's Face, otra parodia antinazi de la Segunda Guerra Mundial con el Pato Donald.
La trama es una parodia de los Tres Cerditos, contada desde una perspectiva de propaganda antialemana en la Segunda Guerra Mundial. En esta caricatura, Adolf Wolf (Adolf Hitler) está decidido a invadir la nación de cerdos de Pigmania. El cerdo que construyó su casa de piedra, "Sargento Cerdo" (un homenaje al sargento York), toma sus precauciones y equipa su casa con maquinaria de defensa, pero los dos cerdos que construyeron sus casas de paja y palos afirman que no tienen que tomar precauciones contra el lobo, porque firmaron un pacto de no agresión con él.
Adolf Wolf invade Pigmania, a pesar de que los dos cerdos protestan porque firmó un tratado con ellos. Destruye la casa de paja con "Der Mechanized Huffer Und Puffer" y la casa de palo con un proyectil de artillería, obligando a los cerdos a refugiarse en la casa del tercer cerdo, lo que provoca una batalla entre las dos partes. Hacia el final de la caricatura, Adolf Wolf es expulsado de su avión bombardero por los proyectiles de artillería de los cerdos, disparado desde su "arma secreta" de múltiples cañones y lleno de bonos de defensa, y cae en picado seguido de una bomba de su propio avión, que lo arroja rápidamente al infierno al impactar. Allí se da cuenta de que está muerto y dice: "¿Dónde estoy? ¿Me han llevado a ...?", A lo que un grupo de demonios agrega: "¡Ehhhh, es una posibilidad!", en referencia a una frase conocida entonces por Jerry Colonna.